# 제주국제자유도시개발센터
제주국제자유도시개발센터(濟州國際自由都市開發센터, Jeju Free International City Development Center, JDC)는 "제주국제자유도시기본계획(2001.11)" 및 "제주특별자치도 설치 및 국제자유도시 조성을 위한 특별법"에 따라 제주도를 지원하고 제주국제자유도시 개발을 촉진시키기 위하여 설립된 국토교통부 산하의 특수법인이다. 공공기관으로 지정되었다.

## 연혁
- 2002년 1월: 제주국제자유도시 특별법 공포
- 2002년 5월: 제주국제자유도시개발센터 설립
- 2002년 12월 24일: 제주공항 JDC면세점 개점
- 2005년 4월: 본사 제주 이전
- 2005년 6월: 제주첨단과학기술단지 착공
- 2007년 10월: 휴양형주거단지 착공
- 2007년 12월: 신화역사공원 및 서귀포관광미항 착공
- 2008년 8월: 버자야 제주리조트 합작법인 출범
- 2009년 5월: 제주항공우주박물관 착공
- 2009년 6월: 영어교육도시 착공
- 2009년 9월: 서귀포관광미항 1단계 사업 준공
- 2009년 11월: 휴양형 주거단지 외국인 투자지구 지정
- 2010년 3월: 제주첨단과학기술단지 준공
- 2010년 8월: NLCS Jeju 착공
- 2011년 9월: NLCS Jeju 개교
- 2012년 10월: Branksome Hall Asia 개교
- 2012년 10월: 중국 녹지그룹과 헬스케어타운 본계약 체결
- 2012년 11월: St. Johnsbury Academy 협력사업계약(CVA) 체결

## 주요 사업

### 지정 면세점 (JDC DUTY FREE)
내국인 면세점으로 연간 4000억원 이상의 매출을 올리고있다. 2016년 매출 목표는 5200억원이다. 제주공항과 제주항에 총 3곳의 사업장을 운영중이다. 제주도 여행객에 대한 면세점 특례 규정(대통령령 24371호)에 따라 제주특별자치도에서 국내 다른 지역으로 공항과 항만을 통해 출도하시는 내국인, 외국인 고객이 이용대상으로 1회 한도는 600$이고 주류는 1병 담배는 1갑까지 구매가능하다.
- 위치: 공항 면세점(제주공항 국내선 출발장 대합실 내),제주항1면세점(제주항 연안여객터미널;2부두),제주항2면세점(제주항 국제 여객 터미널;7부두)
- 면적: 공항 면세점 2,949 m2
- 매출: 4,882억원 (2015년)

### 영어 교육 도시(Jeju Global Education City)
제주 영어 교육 도시 조성 사업은 해외 유학과 어학 연수로 인한 외화 유출을 억제하고 교육 분야 국제 경쟁력 강화를 위해 추진하고 있다.
- 위치: 제주특별자치도 서귀포시 대정읍 일원
- 면적: 약 3,794,000 m2
- 사업 기간: 2008년~2021년
- 주요 시설: 영어 전용 초중고 국제 학교, 외국 교육 기관, 교육·문화 시설, 주거·상업 시설
- 입주 학교
  - North London Collegiate School Jeju(노스런던 컬리지잇 스쿨 제주)
  - Branksome Hall Asia(브랭섬 홀 아시아)
  - Korea International School(한국국제학교)
  - St. Johnsbury Academy Jeju(세인트존스베리 아카데미 제주)

### 헬스 케어 타운(Healthcare Town)
- 위치: 제주특별자치도 서귀포시 동홍동 일원
- 면적: 1,539,000m2
- 사업 기간: 2008년~2018년
- 주요시설: 질병 예방, 건강 증진, 의학 기술 연구 및 교육을 실현할 수 있는 의료 휴양 복합 단지로 개발
  - 웰니스 파크(Wellness Park)
  - 메디컬 파크(Medical Park)
  - R&D 파크(Research and Development Park)

### 첨단과학기술단지(Jeju Science Park)
- 위치: 제주특별자치도 제주시 아라동 일원
- 면적: 1,093,527m2
- 사업기간: 2003년~ 2021년

### 휴양형 주거 단지(Resort-type Residential Complex)
- 위치: 제주특별자치도 서귀포시 예래동 일원
- 면적: 744,000 m2
- 사업기간: 2003년~2017년

### 신화·역사 공원(Myths and History Theme Park)
- 위치: 제주특별자치도 서귀포시 안덕면 서광리 일원
- 면적: 4,000,000m2
- 사업기간: 2004년 ~ 2018년

## 조직
- 이사회
- 상임감사

### 이사장
- 비서실
- 홍보협력실
- 안전총괄팀

#### 경영기획본부
- 기획조정실
  - 법무팀
  - 서울지원팀
- 인사관리실
- 운영지원처
- 준법경영처

#### 미래투자본부
- 미래사업실
- 교육문화처
- 관광사업처
- 스마트융합처

#### 산업육성본부
- 산업육성실
- 첨단운영처
- 의료사업처

#### 면세사업본부
- 면세기획처
- 상품운영처
- 영업처

## 같이 보기
- 제주영어교육도시
- 제주신화역사공원